# Łąki Kozielskie
Łąki Kozielskie (Duits: Lenkau) is een dorp in de Poolse woiwodschap Opole. De plaats maakt deel uit van de tweetalige gemeente Leśnica (Duits: Leschnitz).